# اتوسیو
اتوسیو (انگلیسی: Autosave) یک فرآیند ذخیره در نرم‌افزارهای کاربردی و بازی‌های ویدئویی است که به صورت خودکار تغییرات اخیر یا در حال انجام در نرم‌افزار یا بازی ویدئویی را ذخیره می‌کند و خطر از دست رفتن اطلاعات در از کار افتادن یا گیر کردن را کاهش می‌دهد.